# لئون حرفه‌ای
لئون: حرفه‌ای (انگلیسی: Léon: The Professional؛ که بیرون از آمریکا با عنوان لئون شناخته می‌شود) فیلم اکشن-مهیج فرانسوی و با زبان انگلیسی به نویسندگی و کارگردانی لوک بسون محصول سال ۱۹۹۴ است. ژان رنو و گری اولدمن از بازیگران اصلی هستند و ناتالی پورتمن نخستین نقش خود را در این فیلم بازی کرد. داستان فیلم دربارهٔ یک قاتل حرفه‌ای به نام لئون (رنو) است که با اکراه ماتیلدا لاندو دوازده ساله (پورتمن) را برای زندگی در خانه‌اش پس از کشته شدن خانواده‌اش به دست مأمور فاسد اداره مبارزه با مواد مخدر، نورمن استنسفیلد (اولدمن)، می‌پذیرد.
این فیلم در ۱۴ سپتامبر ۱۹۹۴ به‌وسیلهٔ گومون در فرانسه و در سطح بین‌المللی از طریق والت دیزنی فرانسه اکران شد و نقدهای اکثراً مثبتی از سوی منتقدان دریافت کرد.

## داستان

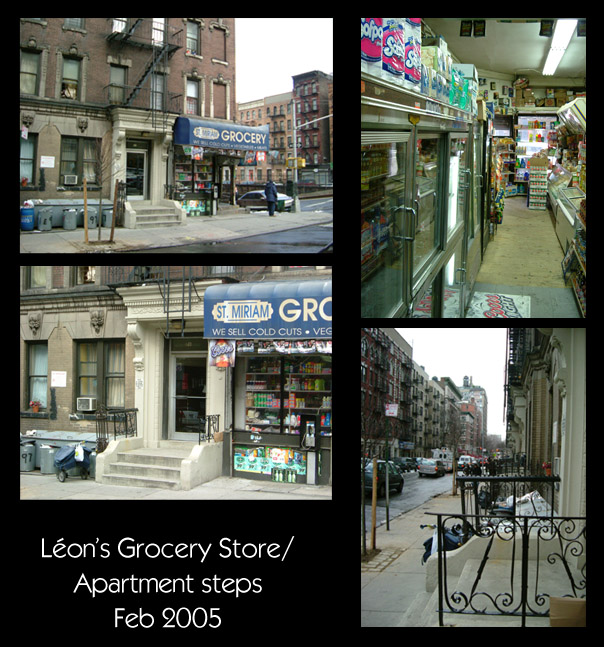
محلی که فیلم لئون در آن فیلمبرداری شد

فیلم با صحنه‌ای از بالای شهر نیویورک شروع می‌شود و داخل کافه و مرکز کار تونی (دنی آیلو)، تونی در حالی که سیگار می‌کشد در مورد کار با شخصی صحبت می‌کند که چهره‌اش چندان پیدا نیست، وی با یک عینک دودی در مقابل تونی نشسته است، کار را می‌پذیرد و لیوان شیر جلویش را سر می‌کشد. وی همان لئون (ژان رنو) آدمکشی حرفه‌ای و خطرناک است (که خودش را بعداً «پاک‌کننده» معرفی می‌کند) او در محلهٔ ایتالیای کوچک در شهر نیویورک زندگی می‌کند. کار سپرده شده را که تهدید و ترساندن یک قاچاقچی مواد مخدر (فت‌من) است انجام می‌دهد. او که به خاطر شغلش مجبور است مرتباً مکان زندگیش را تغییر دهد؛ در صحنه‌ای از پله‌ها بالا می‌آید که دختر بچه‌ای سیزده ساله، در راهروی پله‌ها نشسته و مشغول سیگار کشیدن است که ماتیلدا لاندو (ناتالی پورتمن) یکی از نقش‌های اصلی فیلم می‌باشد. لئون و ماتیلدا آشنایی مختصری با یکدیگر پیدا می‌کنند. در صحنه بعد شاهد درگیری لفظی یکی از مأموران دی.ای. اِی با پدر ماتیلدا هستیم که به خاطر کسری در مواد مخدری است که توسط وی نگهداری می‌شده است.
بعد این موضوع را به رئیس خود که آنجا بود و در حال گوش دادن موزیک بود می‌گوید. در اینجا با نورمن «استن» استنسفیلد (گری اولدمن) یکی دیگر از نقش‌های اصلی فیلم آشنا می‌شویم. وی که از رؤسای دی.ای. اِی است، خود در کار قاچاق مواد و مصرف آن نقش دارد. به پدر ماتیلدا توصیه می‌کند که تا فردا ظهر مواد را تحویل دهد. فردا ظهر استنفیلد به همراه چندین مأمور و همکار خود با اسلحه به منزلشان حمله می‌کنند و تمام اعضای خانواده را به غیر از ماتیلدا که به منظور خرید بیرون رفته، از جمله پسر چهار ساله خانواده را به قتل می‌رسانند. ماتیلدا از خرید بازگشته و متوجه قضیه می‌شود و برای نجات یافتن خود به در منزل لئون رفته و زنگ می‌زند. لئون که مردد در بازکردن در است بر اثر اصرار و التماس ماتیلدا در را باز می‌کند.
ماتیلدا متوجه شغل لئون می‌شود و تصمیم می‌گیرد از لئون بخواهد تا انتقام خون برادرش را بگیرد، لئون نمی‌پذیرد ولی بعد از اصرارهای فراوان ماتیلدا و گذشت زمان لئون می‌پذیرد تا به ماتیلدا اصول و شیوه «تمیز کردن» یا همان آدمکشی را یاد بدهد. ماتیلدا همچنان مصمم است تا انتقام خون برادرش را بگیرد. یک روز به منزل خودشان بازمی‌گردد تا پول مخفی شده‌ای که در حدود بیست هزار دلار است را بردارد و خط سفیدی که دور جنازه برادرش که قبلاً آنجا بود می‌بیند؛ و تصادفاً همان موقع استنفیلد و چند مأمور دیگر از راه می‌رسند و ماتیلدا مخفی می‌شود. مأمورین ارشد از استنفیلد در مورد قتل‌عام خانواده بازجویی می‌کنند که استنفیلد با ناسزا گفتن و با پاسخ مختصر و فریاد اینکه من وقت ندارم در مورد این مزخرفات صحبت کنم از آنجا خارج می‌شود. ماتیلدا وی را تعقیب می‌کند و نام و محل کارش را می‌فهمد.
سرانجام در یک گفتگو بین لئون و ماتیلدا، ماتیلدا در ازای رفتارهای سرد و خشک لئون تصمیم می‌گیرد تا خودش را بکشد، اسلحه‌ای را پر می‌کند و آن را روی شقیقه‌اش می‌گذارد و خود را آماده کشتن می‌کند که لئون اسلحه را کنار می‌زند و مانع از خودکشی‌اش می‌شود.
لئون تصمیم می‌گیرد قاتلین خانواده ماتیلدا را از بین ببرد و برای این کار از کشتن مالکی، دستیار استنفیلد شروع می‌کند. از طرفی ماتیلدا برای کشتن استنفیلد شخصاً عمل می‌کند و چند اسلحه برمی‌دارد و به سمت دفتر کاریش روانه می‌شود و با بهانه آوردن غذا تصمیم به وارد شدن به ساختمان دی.ای. اِی می‌گیرد. استنفیلد به توالت مردان می‌رود و ماتیلدا به دنبال وی می‌رود اما اثری از وی پیدا نمی‌کند تا اینکه در توالت عمومی بسته می‌شود و استنفیلد از پشت در نمایان می‌گردد و کم‌کم جلو می‌آید. وی که فرد زرنگی می‌باشد حدس می‌زند که ماتیلدا برای کشتن وی آمده اما فکر می‌کند کسی او را فرستاده ولی بعد با گفته خود ماتیلدا متوجه می‌شود که قضیه شخصی است. در همین حال یکی از مأمورینش خبر کشته شدن مالکی را می‌آورد که باعث ناراحتیش می‌شود، ماتیلدا را توسط مأمور به اتاقش می‌فرستد. لئون بازمی‌گردد و متوجه نبود ماتیلدا و نامه وی می‌شود که در آن گفته که خودش به سراغ استنفیلد رفته است. لئون به سمت ساختمان مذکور می‌رود و ماتیلدا را از دست مأمورین آزاد می‌کند. شب آن روز ماتیلدا از لئون ماجرای زندگی او را از خود لئون می‌شنود که در جوانی دختری را دوست داشته، اما پدر دختر به او اجازه ملاقات با لئون را نمی‌داده و در نهایت دختر را با گلوله به قتل می‌رساند. لئون برای انتقام با یک اسلحه دوربین دار پدر دختر را می‌کشد و سپس فرار می‌کند و به پیش پدرش که نزد تونی کار می‌کند، می‌آید و از آن به بعد وارد حرفه و شغل آدمکشی می‌شود. به همین دلیل می‌گوید که من دوست خوبی برای تو نخواهم شد.
استنفیلد برای پیدا کردن لئون به کافه و محل کار تونی مراجعه می‌کند و اظهار می‌دارد که در منطقه تونی آدمکشی با تیپ ایتالیایی‌ها دست به قتل مأمور وی (مالکی) زده است. استنفیلد بعد از کتک زدن تونی آدرس لئون را گیر میاورد؛ و فردا با تعداد زیادی مأمور راهی آپارتمانی که لئون در آن زندگی می‌کند می‌شود. ماتیلدا طبق معمول به خرید شیر رفته و بازمی‌گردد و وقتی به طبقه آخر می‌رسد مأمورین از پشت وی را می‌گیرند و از او اطلاعاتی در مورد لئون می‌خواهند و کلید منزل را از او می‌گیرند. مأمورین در را باز می‌کنند و وارد می‌شوند. در نمای دوربین، دستی دیده می‌شود که از بالا، در را می‌بندد و پی آمد آن شنیده شدن صدای شلیک چند گلوله است و با بازشدن در معلوم می‌شود که تمام نیروهای اعزامی کشته شده‌اند. با اعلام این خبر به استنفیلد، وی به یکی از مأموران خود دستور می‌دهد که هر چه نیرو وجود دارد فرستاده شود. باز هم تعدادی نیرو راهی منزل می‌شوند که لئون از بالای در یکی از آن‌ها را که داخل شده و سپس با آویزان شدن مابقی را که پشت در هستند می‌کشد. سپس پائین آمده و با تهدید یکی از نیروها ماتیلدا را آزاد می‌کند. بعد از داخل شدن به منزل، لئون گلدانش را که خیلی دوست دارد و در کنار پنجره است برمی‌دارد و لای کت سیاه ضخیم خود می‌پیچاند و از طریق کانال هوا کش پائین می‌اندازد و ماتیلدا را نیز از همان راه فراری می‌دهد.
بعد از شلیک خمپاره به منزل توسط نیروهای پلیس لئون لباس یکی از مأمورین را می‌پوشد و با ماسک خود را قاطی پلیس‌های زخمی می‌کند به راهروی طبقهٔ اول می‌رود. استنفیلد متوجه او می‌شود و حدس می‌زند که وی همان لئون و فرد مورد نظر اوست. همه نیروهای خود را بیرون می‌کند تا لئون را تنها گیر بیاورد. لئون از پله‌ها پائین می‌آید تا بعد از گذر از راهرو از در اصلی بیرون برود که استنفیلد وی را از پشت مورد اصابت گلوله قرار می‌دهد. لئون در هنگام مرگ دست استنفیلد را می‌گیرد و در آن چیزی قرار می‌دهد و اضافه می‌کند «این از طرف ماتیلدا است» وقتی استنفیلد دست خود را باز می‌کند یک ضامن را می‌بیند که بعد از بازکردن لباس لئون متوجه می‌شود ضامن متعلق به نارنجک‌هایی است که لئون به خود بسته. بمب با قدرت زیادی منفجر می‌شود. ماتیلدا بعد از گرفتن پول اندکی که تونی به وصیت لئون به او می‌دهد، بعد با گلدان لئون به مدرسه‌اش بازمی‌گردد و گیاه گلدان لئون را در حیاط مدرسه خاک می‌کند و بعد می‌گوید: «فکر کنم اینجا جات بهتره لئون.»

## بازیگران
- ژان رنو در نقش لئون
- ناتالی پورتمن در نقش ماتیلدا لاندو
- گری اولدمن در نقش نورمن استنسفیلد
- دنی آیلو در نقش تونی
- مایکل بادالوکو
- الن گرین

## جوایز
| جایزه                     | نامزد                              | نتیجه    |
| ------------------------- | ---------------------------------- | -------- |
| شیر چک                    | بهترین فیلم خارجی زبان             | پیروز    |
| موشن پیکچرز ساوند ادیتورز | بهترین تدوین صدا                   | پیروز    |
| بیستمین جایزه سزار        | بهترین فیلم                        | نامزدشده |
| بیستمین جایزه سزار        | بهترین بازیگر نقش اول برای ژان رنو | نامزدشده |
| بیستمین جایزه سزار        | بهترین کارگردانی                   | نامزدشده |
| بیستمین جایزه سزار        | بهترین فیلم‌برداری                  | نامزدشده |
| بیستمین جایزه سزار        | بهترین ویرایش                      | نامزدشده |
| بیستمین جایزه سزار        | بهترین صدا                         | نامزدشده |
| بیستمین جایزه سزار        | بهترین موسیقی                      | نامزدشده |

## نسخه‌ها
این فیلم دارای دو نسخهٔ آمریکایی و فرانسوی است. نسخه‌ای که در سال ۱۹۹۴ در فرانسه اکران شد ۲۴ دقیقه طولانی‌تر از نسخه اکران‌شده در آمریکا بود. موارد اضافی در اثر دوم فیلم، تعاملات و ارتباطات بین لئون و ماتیلدا را بیشتر نشان می‌دهد.